# Tamaas
Tamaas es el título del primer álbum de Wissam Joubran dúo con su hermano Samir Joubran, editado en 2003 por Daquí.

## Lista de temas
1. Khiyanat Mariha - 4'11"
2. Tamaas - 7'49"
3. Tanaas - 6'05"
4. Sama'E Bayat - 7'30"
5. Khalaas - 10'18"
6. Takaseem - 6'36"
7. Ramallah August 10 - 10'09"
8. El Nesf El Akhar/Astoria - 9'08"

## Músicos
- Wissam Joubran: Laúd
- Samir Joubran: Laúd